# Rejoined
"Rejoined" és el sisè episodi de la quarta temporada de la sèrie de televisió de ciència-ficció estatunidenca Star Trek: Deep Space Nine, el 78è de tota la sèrie. Originalment es van emetre en redifusió a partir del 30 d’octubre de 1995. La història va ser escrita per  Ronald D. Moore i René Echevarria  i dirigit per Avery Brooks, i la banda sonora va ser creada per Jay Chattaway. L'episodi va rebre un volum rècord de comentaris dels espectadors de la sèrie, tant positius com negatius, ja que va marcar un dels primers petons lèsbics televisats a la televisió estatunidenca.
Ambientada al segle XXIV, la sèrie segueix les aventures a Espai Profund 9, una estació espacial situada prop d'un forat de cuc estable entre els Quadrants Alfa i Gamma de la Via Làctia, prop del planeta Bajor, mentre els bajorans es recuperen d'una brutal ocupació de dècades pels imperialistes cardassians. El Quadrant Gamma acull un imperi hostil conegut com el Domini, governat pels Fundadors que canvien de forma. La trama de "Rejoined" amplia l'espècie trill, de la qual l'agent del DS9 Jadzia Dax és membre. Estan formats per un hoste i un simbiont, i el simbiont passa d'hoste a hoste a mesura que l'anterior mor. A l'episodi, Dax es retroba amb Lenara Kahn, la vídua d'un dels antics hostes del simbiont. Ambdues lluiten amb els seus sentiments mutus a causa del tabú de la seva espècie contra la reunió amb els éssers estimats dels antics hostes mentre treballen junts per experimentar amb forats de cuc.
L'episodi va ser el primer que els guionistes Ronald D. Moore i René Echevarria van escriure junts, i va ser dirigit pel membre principal del repartiment Avery Brooks. En el primer esborrany, l'excompany de Dax estava escrit com a home, però després que això es canviés, la història va ser aprovada pels executius de l'estudi. El tabú de Trill pretenia ser una al·legoria de l'homosexualitat i l'homofòbia. "Rejoined" va rebre una qualificació Nielsen del set per cent a la primera emissió en redifusió. Les crítiques han estat majoritàriament positives cap a l'episodi a causa del seu missatge, però hi va haver crítiques que la trama no era prou emocionant i hi va haver una reacció negativa per part d'alguns espectadors.

## Argument
El capità Benjamin Sisko (Avery Brooks) notifica a la tinent comandant Jadzia Dax (Terry Farrell) que un grup de científics trill arribaran aviat a Espai Profund 9 per dur a terme experiments relacionats amb la física dels forats de cuc. Els Trill són una espècie d'humanoides, alguns dels quals allotgen un simbiont semblant a una llimac implantat. Els simbionts viuen molt més temps que els amfitrions i es traslladen a un nou amfitrió quan l'antic mor. Jadzia és el vuitè amfitrió del simbiont Dax. Sisko li diu a Dax que la científica principal és Lenara Kahn (Susanna Thompson) i ofereix concedir-li un permís d'absència mentre els científics Trill són a bord, però ella el rebutja. Durant la primera trobada entre Dax i Kahn, la major Kira Nerys (Nana Visitor) s'adona que es coneixen molt bé; Dax li explica que Kahn havia estat la seva esposa. El Dr. Julian Bashir (Alexander Siddig) explica més tard a Kira que els anteriors amfitrions dels simbionts Dax i Kahn estaven casats, però que els trill tenen prohibit tornar a associar-se amb parelles i amants d'antics amfitrions.
A la festa de benvinguda per als científics visitants, Dax i Kahn tornen a acollir la companyia mútua. Després, comencen a socialitzar mentre treballen junts en l'experiment del forat de cuc de Kahn a bord de l'USS Defiant. Acorden sopar, però també portar Bashir com a espelma. Al sopar, Bashir és ignorat pels dos Trills mentre recorden els seus antics amfitrions. Més tard, de tornada al "Defiant", Kahn aconsegueix crear un forat de cuc artificial i Dax l'abraça per celebrar-ho. El germà de Kahn, Bejal (Tim Ryan), que forma part de l'equip científic, parla amb ella per separat i li planteja les seves preocupacions sobre el contacte d'ella amb Dax. Malgrat això, Kahn va a les estances de Dax i una discussió entre ambdues condueix a un petó; Kahn marxa abans que això vagi més enllà.
Dax confia a Sisko que sap que està enamorada de la seva exdona. Ell li recorda que els costums trill signifiquen que si reprenen la seva relació, serien exiliats del seu món natal i els seus simbionts mai s'unirien a un nou hoste, però diu que tindrà el seu suport de totes maneres. Kahn i Dax continuen treballant en l'experiment, però surt malament i la "Defiant" resulta greument danyada. Kahn resulta ferida a l'explosió, però Dax munta un camp de força a través d'un foc de plasma que li permet arribar a Kahn, arribant a la conclusió que la relació val la pena l'exili. Després de tornar a l'estació, Kahn es recupera de les seves ferides. Decideix no reprendre la seva relació amb Dax i, amb els experiments complets, marxa amb l'equip científic, deixant Dax amb el cor trencat.

## Producció

### Escriptura i direcció

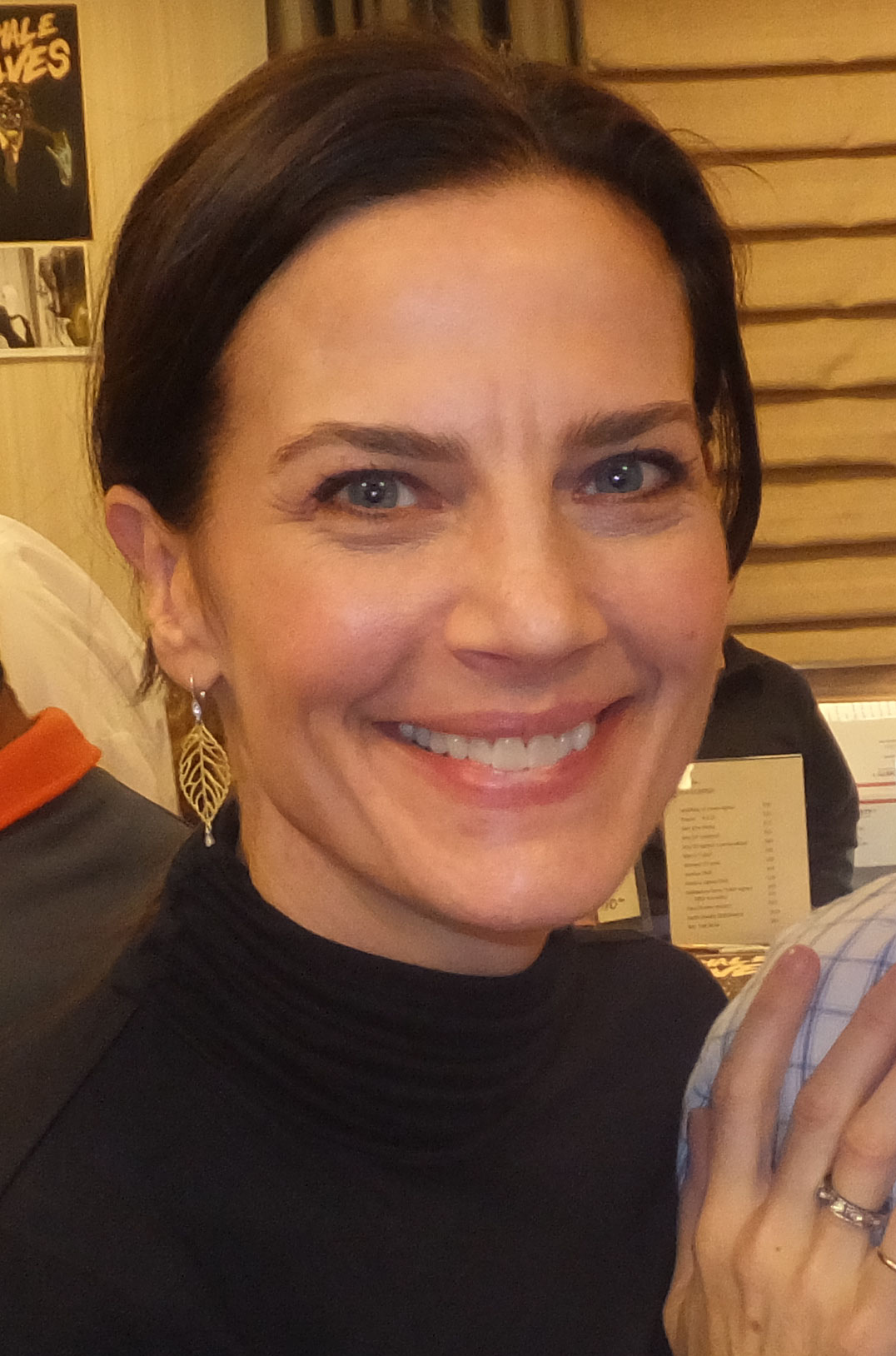
Terry Farrell estava contenta de donar suport a la comunitat LGBT a través de la trama de "Rejoined".

"Rejoined" va marcar la primera vegada que els guionistes veterans de "Star Trek" Ronald D. Moore i René Echevarria van escriure un guió junts. Havien estat contractats pel productor executiu Michael Piller després de manuscrits no sol·licitats presentats durant la tercera temporada de Star Trek: La nova generació, i havien romàs a l'equip de la franquícia des de llavors. En el primer esborrany de la història d'Echevarria, no hi havia cap element lesbiana, ja que l'examant de Dax era un home. El tabú de trill contra la reunificació de relacions d'antics presentadors va ser suggerit per Piller al principi de la creació de "Deep Space Nine", per tal que la societat evités una "aristocràcia dels units", on els units mai coneixien ningú que ja no coneguessin.
Va ser un suggeriment de Moore fer que l'exparella de Dax fos una dona per tal d'abordar el tabú contra l'homosexualitat mitjançant el tabú a la pantalla contra la reassociació. En aquella etapa, tenien la intenció de no fer cap referència al guió a cap personatge que tingués cap preocupació per la relació de Dax amb una dona per tal de centrar la història. Es va demanar l'autorització per a la trama, primer del productor creador Ira Steven Behr, després del productor executiu Rick Berman, i finalment dels executius de l'estudi. Moore va explicar més tard que estaven d'acord amb la idea, dient que «Star Trek» significava fer afirmacions com les de «Rejoined».
Terry Farrell estava content amb la trama, dient que tenia sentit que Dax tingués aquest problema perquè el simbiont havia estat tant en hostes masculins com femenins, i va afegir que «el gènere no era el problema. Per al cuc/simbiont, era una qüestió de l'ésser en què estava encarnat». Estava contenta de poder «defensar» la comunitat LGBT. Una història similar s'havia abordat durant la primera aparició del Trill a l'episodi "L'hoste" de «La nova generació». En aquesta història, però, quan el simbiont es transfereix d'un hoste masculí a una femenina, el Trill és rebutjat pel personatge que era la parella femenina del Trill, Beverly Crusher. La subtrama amb el forat de cuc artificial de Kahn va ser descrita com un "MacGuffin" per Moore, i simplement una manera d'aconseguir que el personatge participés en "Rejoined". Aquesta no va ser la primera subtrama que es va considerar per a l'episodi, ja que la trama principal de "Bar Association" originalment es va considerar adequada per aparèixer a "Rejoined" o "Crossfire". En canvi, la trama, que implicava la formació d'un sindicat per part de Rom, es va ampliar fins a convertir-se en la trama principal del seu propi episodi.
L'episodi va ser dirigit pel membre principal del repartiment Avery Brooks, que va interpretar Benjamin Sisko a la sèrie, i que més tard va dir que "Rejoined" era el seu episodi preferit que havia dirigit. Va dir que l'episodi tractava sobre l'amor i les decisions que se'n deriven, i que era una història extraordinària sobre la pèrdua d'algú estimat i la recuperació d'aquesta persona un temps després. Després de la mort de Jadzia al final de la sisena temporada, "Tears of the Prophets", Farrell va suggerir que el simbiont es podria traslladar a un personatge masculí, donant lloc a una situació similar a la de "Rejoined" entre el nou presentador de Dax i Worf, ja que els dos estaven en una relació en aquell moment.En comptes d'això, el simbiont es va col·locar en una nova amfitriona femenina anomenada Ezri, ja que els productors no volien que Kira Nerys fos l'única protagonista femenina.El prejudici contra la reassociació destacat per primera vegada a "Rejoined" es va esmentar en episodis de la setena temporada com ara "Afterimage".

### Efectes visuals i estrelles convidades

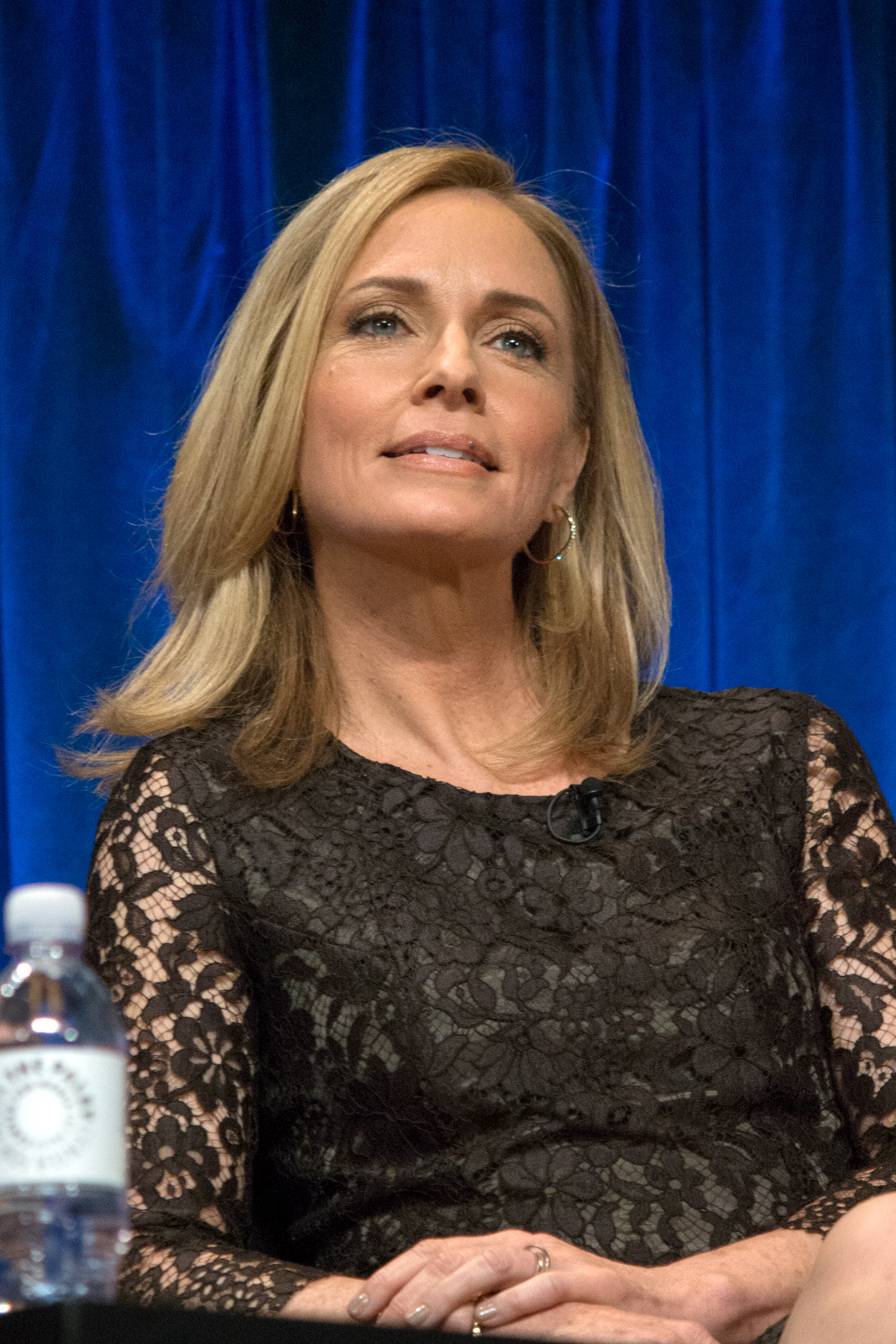
"Rejoined" va ser una de les diverses aparicions de Susanna Thompson a la franquícia Star Trek.

Els supervisors d'efectes visuals Gary Hutzel i Glenn Neufeld estaven ocupats completant el treball de postproducció a l'episodi inicial de la quarta temporada, "The Way of the Warrior". En el seu lloc, el coordinador d'efectes visuals David Takemura va dirigir el treball d'efectes visuals tant a "Rejoined" com a "The Visitor". Per a aquest episodi, les seves dues principals tasques eren la creació del forat de cuc artificial i la seqüència on Dax utilitza un camp de força com a passarel·la per arribar a una Kahn atrapada. Takemura es va sentir alleujat que el forat de cuc estigués pensat per ser artificial per naturalesa, ja que significava que no havia d'intentar recrear el detall ja vist al forat de cuc bajorà de la sèrie. Un cop va aconseguir el disseny bàsic, l'empresa d'efectes visuals VisionArt el va completar.
Per a l'escena del camp de força, Farrell va ser filmada "patinant" per una taula pintada de blau contra una pantalla blava. Es va utilitzar una barreja de nitrogen líquid i aigua calenta per crear una boira al voltant del terra. VisionArt va combinar aquestes imatges amb el camp de força i les imatges del set d'enginyeria a bord del "Defiant", mentre que un animador de plantilla va afegir una "resplendor de plasma" al voltant dels seus peus mentre feia contacte amb el camp.
Abans d'aparèixer a "Rejoined", Susanna Thompson havia aparegut anteriorment en dos episodis de "La nova generació", "La fase següent" i "Estat d'ànim". Més tard va aparèixer a Star Trek: Voyager com la Reina Borg, anteriorment interpretada per Alice Krige a la pel·lícula Star Trek: First Contact. Farrell va elogiar el paper de Thompson a "Rejoined", qualificant-la d'"actriu meravellosa i un plaer treballar-hi".

## Temes
Els guionistes de Deep Space Nine havien insinuat anteriorment una possible relació entre persones del mateix sexe a l'episodi de la primera temporada "Dax", quan Jadzia Dax s'acomiada d'Enina Tandro, una antiga amant de l'anterior presentador masculí de Dax, Curzon. La primera presa de l'escena va resultar en una situació en què no estava clar si Dax i Enina estaven a punt de besar-se. En aquell moment es va decidir que no era apropiat, tot i que els guionistes esperaven que hi hauria un moment en què els espectadors acceptessin aquesta relació. Aquest tema finalment es va materialitzar a "Rejoined". Allen Kwan ha argumentat que Deep Space Nine és l'única sèrie de Star Trek que resisteix l'heteronormativitat típica de la franquícia en aquell moment, citant tant els episodis de "Rejoined" com els de univers mirall com a exemples, fins i tot si la bisexualitat presentada està problematitzada.
Durant aquella temporada televisiva de 1995/96 hi va haver un augment en el nombre de personatges homosexuals que apareixien a les principals sèries de televisió, i per això el petó entre persones del mateix sexe a "Rejoined" va ser revisat en aquest context. Un article publicat per l'Associated Press suggeria que el petó a Deep Space Nine no era realment un petó entre persones del mateix sexe a causa de "circumstàncies atenuants"; és a dir, un dels personatges era un "alienígena que abans era un home". Jan Johnson-Smith, autor d' "American Science Fiction TV", va oferir una opinió similar, que va dir que la situació era "ambigua" ja que, tot i presentar un petó entre persones del mateix sexe, l'episodi era clar que Jadzia estava "en realitat besant el simbiont que té els records de l'antic amfitrió, el seu amant masculí, no l'actual amfitrió femenina".
Per a l'acadèmica d'estudis cinematogràfics Jean Bruce, l'ambigüitat del petó es prefigura en una escena primerenca que gira al voltant d'un truc de màgia. D'una banda, el truc de màgia produeix una "sorpresa agradable", mentre que, de l'altra, reflecteix l'engany necessari, a causa de les normes trill, en el retrobament dels personatges. Alhora, la juxtaposició de plans molt diferents serveix per "transmetre la distància física i el desig de superar-la", cosa que reflecteix el fet que l'amor mutu dels trill transcendeix el gènere, la identitat i la mort. Tot i que el petó està "informat pel fet que Dax va ser un home en la seva vida passada", un cop ocorre, "mai es pot retractar", i continua sent la imatge queer de dues dones besant-se.
Tanmateix, "Rejoined" encara es considerava controvertida a causa del seu tema, que representa dues dones que participen en una relació romàntica entre persones del mateix sexe, i incloïa un dels primers petons lèsbics televisats. Durant el transcurs de l'episodi, cap personatge mostra preocupació per la relació de Dax amb una dona, només que era una exparella. David Greven, crític literari i autor de Gender and Sexuality in Star Trek, va dir que "Rejoined" va ser un dels episodis més ben rebuts de Star Trek que tractava l'homosexualitat com a tema, però que la franquícia en general havia evitat normalment els temes LGBT. Bryan Fuller, que també va escriure per a Deep Space Nine, va dir que la franquícia normalment havia evitat aquestes històries a causa de la paranoia de l'estudi pel que fa a l'homosexualitat. Dale Palmer, en un assaig sobre gènere i política sexual, va suggerir que es va triar un petó femení del mateix sexe a la pantalla perquè un petó masculí hauria alienat el principal públic espectador de la sèrie: els homes heterosexuals.

## Recepció i llegat

### Emissió
"Rejoined" es va emetre per primera vegada el 30 d'octubre de 1995, en rediodifusió. Va rebre una qualificació Nielsen del 7%, cosa que la va situar en vuitè lloc de la seva franja horària. Això va ser inferior a la quota de participació rebuda per "Indiscretion", emès la setmana anterior amb un 7,2% de quota de participació i "Little Green Men" la setmana següent amb un 7,7%.

### Fan, repartiment i equip resposta
Quan l'episodi es va emetre originalment, hi va haver una forta reacció negativa per part d'alguns espectadors. Com que "Deep Space Nine" es va emetre en redifusió, un canal del Sud dels Estats Units va prendre la decisió d'editar el petó de l'emissió inicial. La mare del guionista René Echevarria li va dir que haurien d'haver emès un avís parental abans d'emetre'l. Es van rebre més respostes dels espectadors a l'oficina de producció que per a qualsevol altre episodi de la sèrie, cosa que va provocar que diversos membres del personal haguessin de fer torns als telèfons per cobrir la càrrega. El personal va descobrir que, tot i que la majoria de les trucades telefòniques eren negatives sobre "Rejoined", les cartes eren majoritàriament positives. Terry Farrell va dir en una entrevista del 2015 que "Rejoined" era el seu episodi preferit de tots els temps i que encara hi havia gent que li agraïa l'episodi, perquè "els donava força i els feia sentir que no estaven sols, els inspirava a ser ells mateixos, totes les coses que esperava que fes".

### Resposta crítica
Zack Handlen va fer una crítica de l'episodi per a The A.V. Club el 2013, lloant la manera natural en què va progressar el romanç, dient que era "refrescant" de veure. Va considerar que la relació no semblava manipuladora per al bé dels espectadors masculins, però va afegir que el final era previsible i que l'episodi mai va comunicar al públic la necessitat de preocupar-se pel duo. Handlen va escriure que la història en si mateixa era "superficial", ja que l'episodi patia d'una "manca de diversió enervant" que només es va salvar del "tedi complet" mitjançant una "actuació forta i una admirable manca d'estigma".
Keith DeCandido, en una crítica del 2014 a Tor.com, va comparar "Rejoined" estructuralment amb l'episodi de La nova generació "Lliçons", que també va tenir un "clímax d'interès amorós en perill". Va elogiar l'episodi, dient que en el moment de l'emissió es considerava "radical" i va dir que Tant Farrell com Thompson van aconseguir transmetre el missatge romàntic. El va anomenar un episodi amb un "missatge de Trek", però va dir que era un dels millors, ja que "posa de manifest una insuficiència en la nostra pròpia cultura a través d'una cultura alienígena, però en aquest cas enterboleix una mica les aigües perquè el tabú té sentit a primera vista". Va donar a "Rejoined" una puntuació de vuit sobre deu.
El crític Jordan Hoffman va comentar que l'actuació de Farrell "realment està a l'altura" en aquest episodi i va qualificar l'episodi amb cinc sobre cinc. Escrivint per a Playboy.com, Hoffman va classificar l'episodi en el lloc 256 de 695 episodis de la franquícia "Star Trek".
El 2018, SyFy va incloure aquest episodi a la seva guia de marató de sèries per a episodis amb Jadzia Dax.

### petons alienígenes
Dara Gellman, una videoartista canadenca independent, va utilitzar la seqüència de petons de "Rejoined" com a base del seu projecte de 3 minuts de 1999 "alien kisses". En aquesta peça, l'escena del petó es manipula —el vídeo s'alenteix, la imatge s'amplia i es digitalitza— i s'hi afegeix música trance. L'estudiosa dels nous mitjans Carolyn Guertin argumenta que això serveix per fer que el metratge sigui "encara més alienígena", presentant l'homosexualitat com a "sobrenatural". Jean Bruce argumenta que, malgrat l'ambigüitat inherent de l'escena de l'episodi, "la imatge encara és una de dues dones besant-se, cosa que obre la possibilitat del desig queer en els seus propis termes". De la mateixa manera, Guertin argumenta que Gellman tradueix l'escena (no realment queer) en una "expressió d'amor gai que és aliena i a part, però no menys eròtica per ser-ho". En utilitzar l'escena de manera aïllada, "alien kisses", argumenta Bruce, "elimina l'equivoc de gènere imposant una nova visió queer". Suggereix que "alien kisses" funciona com un "antídot" al "tractament finalment dòcil" que "Star Trek" ha ofert als temes queer, i com un "suggeriment" que "Star Trek" reconegui els desitjos dels espectadors i fans queer "més enllà de l'episodi ocasional excitant".

## Llançament en mitjans domèstics
El primer llançament en mitjans domèstics de "Rejoined" va ser en un casset VHS juntament amb "Indiscretion" el 25 de març de 1996 al Regne Unit. El primer llançament als Estats Units va ser en un sol episodi en VHS l'1 d'agost de 2000. Es va publicar en DVD com a part de la quarta temporada el 5 d'agost de 2003.
El 5 d'agost de 1998, "Rejoined" es va publicar en format LaserDisc al Japó, com a part del conjunt de la 4a temporada vol. 1.